# Tập đoàn Vanguard

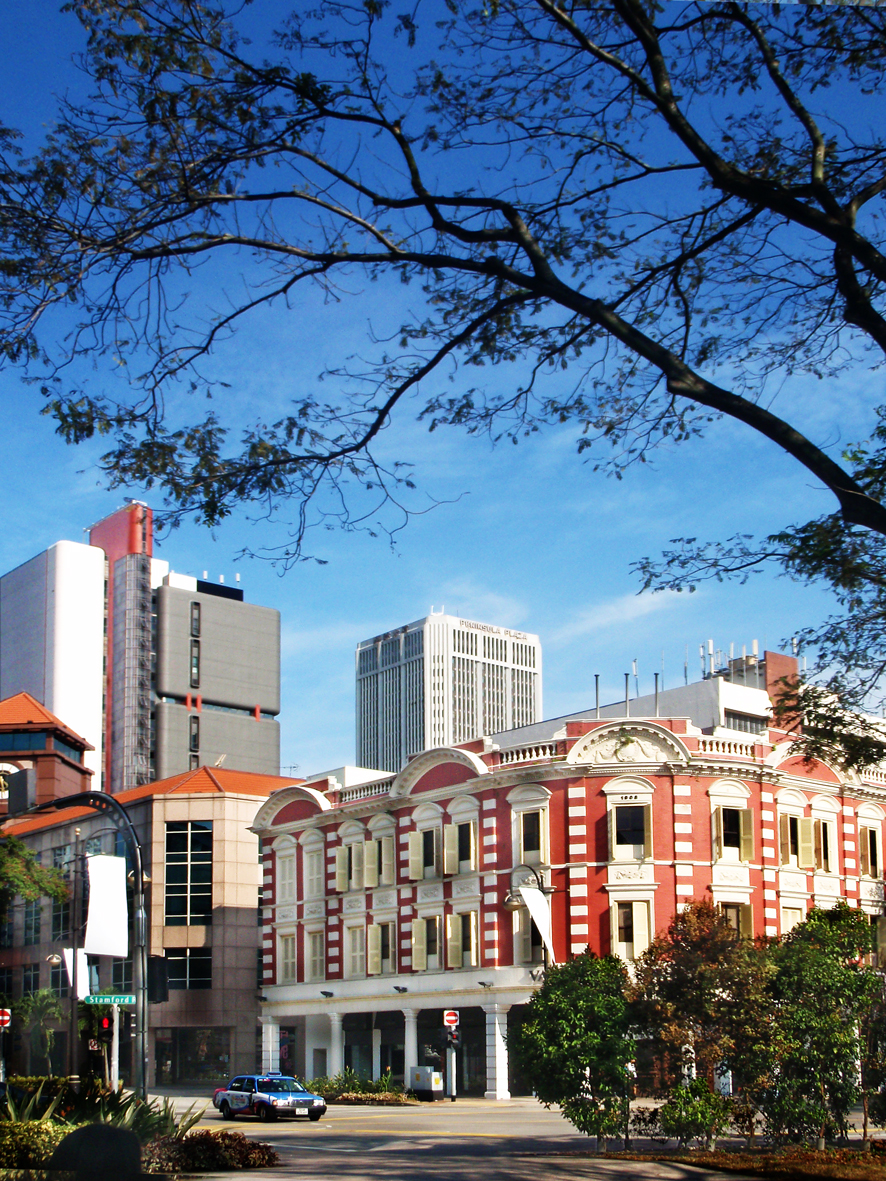
Tòa nhà của tập đoàn Vanguard tại đường Stamford

Tập đoàn Vanguard (The Vanguard Group, Inc.) là một tập đoàn tư vấn đầu tư Mỹ có trụ sở tại Malvern, Pennsylvania, tập đoàn Vanguard quản lý khoảng 7,7 nghìn tỷ Đô la Mỹ (7.700 tỷ USD) tài sản toàn cầu tính đến tháng 4 năm 2023. Được tổ chức theo loại hình công ty tư nhân, tập đoàn Vanguard có chức năng kinh doanh quản lý đầu tư và là nhà cung cấp quỹ tương hỗ lớn nhất và là nhà cung cấp Quỹ hoán đổi danh mục (ETF) lớn thứ hai trên thế giới sau iShares của BlackRock. Ngoài các quỹ tương hỗ và quỹ ETF, tập đoàn Vanguard còn cung cấp dịch vụ môi giới, dịch vụ tài khoản giáo dục, lập kế hoạch tài chính, quản lý tài sản và dịch vụ ủy thác. Một số quỹ tương hỗ do Vanguard quản lý được xếp hạng cao nhất trong danh sách các quỹ tương hỗ của Hoa Kỳ theo tài sản được quản lý. Cùng với BlackRock và State Street, Vanguard được coi là một trong những nhà quản lý quỹ chỉ số Big Three đóng vai trò thống trị trong các công ty Mỹ. Ngày nay, Vanguard và BlackRock là hai nhà quản lý tài sản có tiền đầu tư vào tất cả các công ty lớn nhất trên toàn thế giới và nắm cổ phần đáng kể trong các công ty này. Vanguard và BlackRock cùng nhau quản lý 16,7 nghìn tỷ USD, hơn một nửa khoản nợ 31,6 nghìn tỷ USD của Hoa Kỳ.
Người sáng lập và cựu chủ tịch John C. Bogle được ghi nhận là người đã tạo ra quỹ chỉ số đầu tiên dành cho các nhà đầu tư cá nhân và là người đề xuất cũng như người hỗ trợ chính cho hoạt động đầu tư chi phí thấp của các cá nhân mặc dù Rex Sinquefield cũng đã được ghi nhận là người tạo ra quỹ chỉ số đầu tiên mở cửa cho công chúng vài năm trước Bogle. Từ năm 1951, để thực hiện luận án đại học tại Đại học Princeton, John C. Bogle đã thực hiện một nghiên cứu trong đó ông phát hiện ra rằng hầu hết các quỹ tương hỗ không kiếm được nhiều tiền hơn so với chỉ số thị trường chứng khoán biên độ rộng. Ngay cả khi cổ phiếu của quỹ đánh bại chỉ số chuẩn, phí quản lý vẫn làm giảm lợi nhuận của nhà đầu tư xuống dưới mức lợi nhuận của chỉ số chuẩn. Ngay sau khi tốt nghiệp Đại học Princeton, năm 1951, Bogle được Công ty quản lý Wellington thuê. Bogle sắp xếp thành lập một bộ phận quỹ mới tại Wellington. Ông đặt tên nó là Vanguard, lấy theo tên kỳ hạm của Horatio Nelson tại trận chiến sông Nile là con tàu HMS Vanguard 17876.
Vanguard thuộc sở hữu của các quỹ do công ty quản lý và do đó thuộc sở hữu của khách hàng. Vanguard cung cấp hai loại hầu hết các quỹ của mình: cổ phiếu của nhà đầu tư và cổ phiếu admiral. Cổ phiếu Admiral có tỷ lệ chi phí thấp hơn một chút nhưng yêu cầu mức đầu tư tối thiểu cao hơn, thường từ 3.000 đến 100.000 USD mỗi quỹ. Trụ sở công ty của Vanguard ở Malvern, ngoại ô Philadelphia và có các văn phòng đại diện, chinh nhánh tại Charlotte, North Carolina, Dallas, Texas, Washington D.C. và Scottsdale, Arizona. Công ty cũng có văn phòng tại Canada, Úc, Châu Á và Châu Âu. Vào tháng 3 năm 2021, Vanguard đã tham gia cùng hơn 70 nhà quản lý tài sản, nhằm mục đích đưa các công ty trong danh mục đầu tư của họ đạt được mức phát thải ròng bằng 0 vào năm 2060, một mục tiêu tương đương với Thỏa thuận Paris. Những người ủng hộ khí hậu và bản địa cảm thấy lạc quan về sự phát triển này, nhưng nhấn mạnh vấn đề Vanguard cũng phải ngừng đầu tư vào các công ty tham gia vào nạn phá rừng, khai thác nhiên liệu hóa thạch và suy thoái môi trường. Cùng với những nỗ lực bền vững của mình, Vanguard đã đưa ra một số tuyên bố nhằm giải quyết vấn đề biến đổi khí hậu trong danh mục đầu tư của họ và trên toàn thế giới nói chung. Bất chấp những tuyên bố này, công ty vẫn tiếp tục có các công ty đầu tư đa lĩnh vực trong danh mục đầu tư của họ, chẳng hạn như ENAP Sipetrol, CPNC và Petroamazonas tất cả đều góp phần vào việc sản xuất nhiên liệu hóa thạch và thúc đẩy biến đổi khí hậu. Khi đề cập đến vấn đề quyền của người bản địa, Vanguard từng đưa ra một tuyên bố có tựa đề "Rủi ro xã hội và quyền của người bản địa".